# Josefsdorf (Gemeinde Groß Gerungs)
Josefsdorf ist eine Ortschaft und eine Katastralgemeinde der  Stadtgemeinde Groß Gerungs im Bezirk Zwettl in Niederösterreich. Die Ortschaft hat 29 Einwohner (Stand 1. Jänner 2024).

## Siedlungsentwicklung
Zum Jahreswechsel 1979/1980 befanden sich in der Katastralgemeinde Josefsdorf insgesamt 12 Bauflächen mit 4.459 m² und 5 Gärten auf 4.192 m², 1989/1990 gab es 12 Bauflächen. 1999/2000 war die Zahl der Bauflächen auf 36 angewachsen und 2009/2010 bestanden 27 Gebäude auf 58 Bauflächen.

## Geschichte
Laut Adressbuch von Österreich waren im Jahr 1938 in Josefsdorf ein Schneider und ein Schuster ansässig.

## Bodennutzung
Die Katastralgemeinde ist landwirtschaftlich geprägt. 53 Hektar wurden zum Jahreswechsel 1979/1980 landwirtschaftlich genutzt und 17 Hektar waren forstwirtschaftlich geführte Waldflächen. 1999/2000 wurde auf 51 Hektar Landwirtschaft betrieben und 19 Hektar waren als forstwirtschaftlich genutzte Flächen ausgewiesen. Ende 2018 waren 50 Hektar als landwirtschaftliche Flächen genutzt und Forstwirtschaft wurde auf 19 Hektar betrieben. Die durchschnittliche Bodenklimazahl von Josefsdorf beträgt 21 (Stand 2010).